# 伊那田島駅
伊那田島駅（いなたじまえき）は、長野県上伊那郡中川村片桐にある、東海旅客鉄道（JR東海）飯田線の駅である。

## 歴史
- 1920年（大正9年）11月22日：伊那電気鉄道の上片桐 - 高遠原間延伸時に伊那田島停留場として開設[1]。旅客駅[2]。
- 1943年（昭和18年）8月1日：伊那電気鉄道線が飯田線の一部として国有化され、鉄道省（後の日本国有鉄道）に移管[2][3]。同時に'伊那田島駅駅に昇格し、となる。
  - 当時は、東海道本線浜松 - 名古屋間の各駅や飯田線の各駅、中央本線上諏訪 - 塩尻間の各駅、松本駅を発着する旅客のみ利用出来た[2]。
- 1954年（昭和29年）12月1日：東京都区内の各駅や長野駅を発着する旅客も利用可能となる[2]。
- 1971年（昭和46年）
  - 4月1日：旅客発着駅制限撤廃[2]。
  - 12月1日：業務委託終了。無人駅化[4]。
- 1987年（昭和62年）4月1日：国鉄分割民営化に伴い、JR東海の駅となる[2][5]。

## 駅構造
単式ホーム1面1線を有する地上駅。保線車両用留置線がある。
伊那市駅管理の無人駅で駅舎は無く、ホーム上に待合所がある。

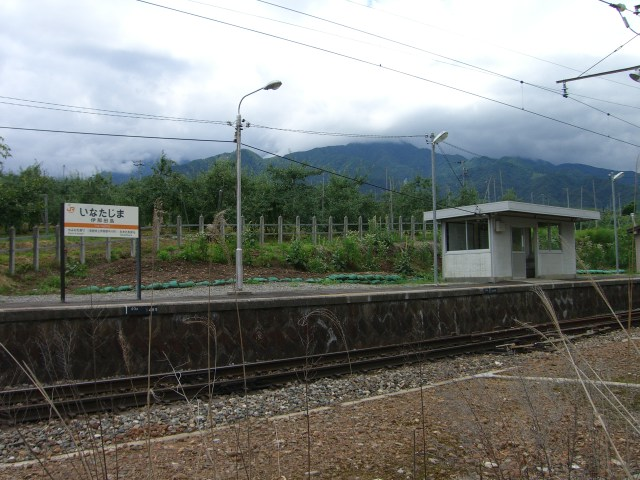
ホームと待合所（2008年6月）

## 利用状況
「長野県統計書」によると、1日平均の乗車人員は以下の通りである。
- 2007年度 - 27人[1]
- 2009年度 - 21人[1]
- 2010年度 - 13人
- 2011年度 - 14人
- 2012年度 - 16人
- 2013年度 - 18人
- 2014年度 - 12人
- 2015年度 - 7人
- 2016年度 - 6人[6]
- 2017年度 - 8人[7]
- 2018年度 - 9人[8]

## 駅周辺
中川村にある唯一の駅だが、市街地からは少し離れているため利用客は少ない。駅の南側には一面の果樹園が広がる。

## バス路線
のっチャオ（中川村営巡回バス）
- 巡回南回り線
- 午後バス南部線

## 隣の駅
東海旅客鉄道（JR東海）
CD 飯田線
- 臨時急行「飯田線秘境駅号」の延長運転時に当駅への停車実績がある。

■快速「みすず」
通過
■普通
上片桐駅 - 伊那田島駅 - （大沢信号場） - 高遠原駅